# Sonate pour violon et piano (Bridge)
Pour les articles homonymes, voir Sonate pour violon et piano.
La Sonate pour violon et piano H.183 est une composition de musique de chambre de Frank Bridge composée en 1932. Elle est dans une forme en arche avec quatre mouvements enchainés.

## Structure
1. Allegro energico - Allegro molto moderato
2. Andante
3. Scherzo: Vivo e cappricioso
4. Finale